# 河野通宣 (刑部大輔)
河野通宣（生年不詳—1519年）是日本戰國時代在伊予國的武將、戰國大名。伊予河野氏第35代當主。父親是河野教通。

## 簡歷
生年不詳。與一直對立的分家予州家繼續對立，一時間被河野通篤（河野通宣（左京大夫）的祖父，但是有異説）逼離居城湯築城，不過在不久後奪回。在永正16年（1519年）死去。